# Roberto Abreu
Roberto Abreu (11 de febrero de 1967) es un deportista cubano que compitió en taekwondo. Ganó dos medallas de oro en los Juegos Panamericanos en los años 1991 y 1995, y una medalla de bronce en el Campeonato Panamericano de Taekwondo de 1994.

## Palmarés internacional
| Juegos Panamericanos    | Juegos Panamericanos      | Juegos Panamericanos | Juegos Panamericanos |
| Año                     | Lugar                     | Medalla              | Categoría            |
| ----------------------- | ------------------------- | -------------------- | -------------------- |
| 1991                    | La Habana (Cuba)          | Medalla de oro       | –64 kg               |
| 1995                    | Mar del Plata (Argentina) | Medalla de oro       | –70 kg               |
| Campeonato Panamericano |                           |                      |                      |
| Año                     | Lugar                     | Medalla              | Categoría            |
| 1994                    | Heredia (Costa Rica)      | Medalla de bronce    | –70 kg               |